# تريفور كين
تريفور كين (بالإنجليزية: Trevor Kaine)‏ هو سياسي أسترالي، ولد في 17 فبراير 1928 في أستراليا، وتوفي في 3 يونيو 2008. شغل منصب رئيس وزراء إقليم العاصمة الأسترالية من عام 1989 إلى عام 1991. انتُخب كين في دائرة انتخابية واحدة متعددة الأعضاء في الجمعية التشريعية لإقليم العاصمة الأسترالية، من عام 1989 إلى عام 2001، في البداية كعضو في الحزب الليبرالي ثم كمستقل لاحقًا.